# 五島盛繁
五島 盛繁（ごとう もりしげ）は、肥前国福江藩9代藩主。五島家29代当主である。

## 生涯
寛政3年（1791年）9月26日、第8代藩主・五島盛運の次男として生まれる（三男とも言われる）。兄が早世したため世子に指名され、文化3年（1806年）3月に元服する。文化6年（1809年）に父が死去したため、家督を継いだ。
父が進めていた外国船に備えての海防強化のため、財政支出強化策をとった。しかしすでに財政難の福江藩にそのような余裕はなく、領内の商人から多額の献銀を求める代わりに武士の身分を売買するという方法をとって資金集めを行なった。このため、「金あげ侍」という武士が生まれるようになった。
このために商人が藩政に完全に介入するようになり、やがて家格よりも個人的な才能を重視する方がよいという提言もあって、序位昇進制を採用している。文政4年（1821年）にはこの政策の一環により、藩校である育英館が創設された。
しかし財政難は解消されず、領民の暮らしは苦しくなる一方で、文政8年（1825年）にも三尾野で百姓一揆が起こるなどして藩政は混乱続きだった。文政12年（1829年）12月24日、家督を長男・盛成に譲って隠居する。慶応元年（1865年）4月19日に死去した。享年75。

## 系譜
父母
- 五島盛運（父）
- 里世 ー 西村氏、側室（母）

正室
- 磯子 ー 松平直恒の娘

側室
- 登勢 ー 木村氏

子女
- 五島盛成[1]（長男）生母は登勢（側室）
- 松平近章（次男）
- 五島盛保（三男）
- 五島忠泰
- 昌子 ー 本多忠鄰正室、五島盛成の養女